# حسن‌آباد (مرودشت)
حسن‌آباد (مرودشت)، روستایی از توابع بخش مرکزی شهرستان مرودشت در استان فارس ایران است.

## جمعیت
این روستا در دهستان رودبال قرار دارد و براساس سرشماری مرکز آمار ایران در سال ۱۳۸۵، جمعیت آن ۸۱ نفر (۲۰خانوار) بوده‌است.